# Dolores Serrat Moré
María Dolores Serrat Moré (Ripoll, 3 de desembre de 1955) és una política espanyola del Partit Popular que ha ocupat el càrrec de Consellera de Cultura del Govern aragonès.
Doctora en Medicina i Llicenciada en Dret per la Universitat de Saragossa, especialitzada en Psiquiatria i Medicina Legal i Forense, ha desenvolupat la seva activitat universitària i professional a l'Arag, com a metge forense a Jaca (1985-1986), com a professora titular de Medicina Legal a la Universitat de Saragossa des de 1986, i com a vicedegana (1994-1997) i degana (1997-2003) d'Ordenació Acadèmica. Ha estat regidora de l'Ajuntament de Saragossa des de 2003, i hi ha fet de portaveu del Grup Municipal Popular des de l'any 2009. Al 2011 fou nomenada Consellera d'Educació, Universitat, Cultura i Esport del Govern d'Aragó.
Es va fer famosa arran de la seva presentació de l'esborrany de la futura llei de llengües d'Aragó el 18 de juny de 2012, en el qual es qualificava el català de «lengua aragonesa propia del área oriental» (o sigui: llengua aragonesa pròpia de l'àrea oriental conegut irònicament com a «lapao»), desfermant així una gran polèmica als Països Catalans i a l'Aragó.